# Aedophron aurorina
Aedophron aurorina är en fjärilsart som beskrevs av Herrich-Schäffer 1851. Aedophron aurorina ingår i släktet Aedophron och familjen nattflyn. Inga underarter finns listade i Catalogue of Life.